# Blois-sur-Seille
Blois-sur-Seille ist eine französische Gemeinde im Département Jura in der Region Bourgogne-Franche-Comté. Sie gehört zum Arrondissement Lons-le-Saunier und zum Kanton Poligny. Die Dorfbewohner nennen sich Blézois oder Blézoises. 

## Geografie
Durch Blois-sur-Seille fließt die Seille. Im südöstlich der Hauptsiedlung gelegenen Ortsteil Chaumois Boivin wurde um die Wende vom 19. ins 20. Jahrhundert eine Luftseilbahn für die Landwirtschaft betrieben.
Die Nachbargemeinden sind Ladoye-sur-Seille im Norden, La Marre im Osten, Nevy-sur-Seille im Süden und Château-Chalon im Westen.

## Bevölkerungsentwicklung
| Jahr                       | 1962 | 1968 | 1975 | 1982 | 1990 | 1999 | 2008 | 2017 |
| Einwohner                  | 113  | 100  | 89   | 82   | 79   | 82   | 99   | 105  |
| Quellen: Cassini und INSEE |      |      |      |      |      |      |      |      |

## Wirtschaft
Die Rebflächen in Blois-sur-Seille gehören zum Weinbaugebiet Côtes du Jura.